# Psychotria foliosa
Psychotria foliosa är en måreväxtart som beskrevs av William Philip Hiern. Psychotria foliosa ingår i släktet Psychotria och familjen måreväxter. Inga underarter finns listade i Catalogue of Life.